# Торомка
Торомка — деревня в Таборинском районе Свердловской области России.

## География
Деревня Торомка муниципального образования «Таборинского муниципального района» расположена в 22 километрах (по автотрассе в 32 километрах) к югу-юго-западу от районного центра села Таборы, на левом берегу реки Большая Емельяшевка (правый приток реки Тавда). 

## История
Деревня Торомка входит в состав муниципальное образование «Таборинское сельское поселение».

## Население
| 2002 | 2010 | 2021 |
| ---- | ---- | ---- |
| 73   | ↘48  | ↘30  |